# USA Network
USA Network es un canal de televisión por suscripción estadounidense propiedad de la división NBCUniversal Television and Streaming de NBCUniversal, una subsidiaria de Comcast. Fue lanzado originalmente en 1977 como "Madison Square Garden Sports Network", uno de los primeros canales nacionales de televisión por cable deportivo, antes de relanzarse como USA Network en 1980. Una vez que era un jugador menor en la televisión de pago de nivel básico, EE. UU. ha ganado popularidad constantemente debido a su programación original; es una de las cuatro principales redes de televisión por suscripción (con  TBS, TNT y FX) que también transmite repeticiones sindicadas de series actuales y anteriores cadenas de televisión y largometrajes de estrenos, así como programación deportiva limitada y la WWE.
A partir de septiembre de 2018, USA Network está disponible para aproximadamente 90.4 millones de hogares (98% de hogares con televisión paga) en los EE. UU.

## Historia

### Madison Square Garden Sports Network (1977–1980)
USA Network se lanzó originalmente el 22 de septiembre de 1977 como Madison Square Garden Sports Network. (no debe confundirse con la red deportiva regional del área de Nueva York del mismo nombre, ahora conocida simplemente como MSG Network). La red fue fundada por el proveedor de cable UA-Columbia Cablevision y el Madison Square Garden Corp. Desde sus inicios (y durante las siguientes dos décadas), la red estuvo dirigida por la presidenta y directora ejecutiva Kay Koplovitz.El canal fue uno de los primeros canales de televisión por cable nacionales, que utilizó la entrega por satélite en lugar del relé de microondas estándar de la industria en ese momento para distribuir su programación a los sistemas de cable. A diferencia de otros canales de cable de la época, también fue el primero en depender en gran medida de los ingresos por publicidad.En el lanzamiento, la cadena transmitía principalmente eventos deportivos desde Madison Square Garden a una audiencia nacional (compartiendo programación con la cadena MSG antes mencionada). La cadena rápidamente agregó una combinación de deportes universitarios y profesionales menos conocidos que se llevan a cabo en otros lugares, similares a los que se encontraron durante los primeros años de ESPN. En 1978, también se agregó al programa programación infantil.

### Propiedad de MCA/Paramount (1981–1994) y de Time (1981–1987)
El 9 de abril de 1980, el canal cambió su nombre a USA Network. También añadió a su programación un programa infantil llamado Calliope y algunos programas de entrevistas en un esfuerzo por atraer a las mujeres. La nueva cadena también ofrecía un bloque de programación de Black Entertainment Television (que eventualmente se lanzaría como un canal propio) y transmitía C-SPAN durante el día.
En 1981, la propiedad de la cadena cambió. Primero, Time Inc. acordó comprar la participación de UA-Columbia en la red dependiendo de que el propietario de Madison Square Garden, Gulf + Western, transfiriera su participación en la red a su división Paramount Pictures. Poco después, MCA Inc. también compró la cadena, con las tres empresas poseyendo partes iguales.Los tres socios tenían una cláusula de no competencia que les impediría poseer otros canales de cable básico independientemente de la empresa conjunta de USA; sin embargo, se reconoció que Time también era propietario del poderoso rival de USA Network, Home Box Office. Dicha cláusula provocaría que Time Inc. abandonara la empresa en 1987, cuando la compañía intentó (pero fracasó) comprar CNN a Ted Turner y administrarla independientemente de USA.Posteriormente, MCA y Paramount se convirtieron en los únicos propietarios del canal (siendo una empresa conjunta 50/50 entre las dos empresas). Posteriormente, MCA y Paramount se convirtieron en los únicos propietarios del canal (siendo una empresa conjunta 50/50 entre las dos empresas).
C-SPAN finalmente dejó de compartir espacio satelital con USA el 1 de abril de 1982, después de haber lanzado su propia feed de 24 horas dos meses antes. USA comenzó a operar en horario de 24 horas, programando su nuevo bloque diurno con la telenovela británica Coronation Street, un programa orientado a la salud llamado Alive and Well y una película vespertina.
En el otoño de 1982, el canal comenzó a transmitir una mezcla de dibujos animados de Hanna-Barbera de los años 60 y 70 todas las noches de lunes a viernes de 6:00 a 7:00 p. m. como parte del nuevo bloque USA Cartoon Express, con programación deportiva transmitida después de las 7:00 p. m., la cual fue retransmitida durante la noche. Los fines de semana presentaban una mezcla de películas, algunas series dramáticas antiguas y programas de entrevistas durante las horas de la mañana, y deportes durante las tardes y noches. Las pernoctaciones consistieron en películas antiguas de bajo presupuesto, cortometrajes y vídeos musicales como parte de un programa llamado Night Flight.
Entre 1984 y 1986, la programación de USA comenzó a alejarse de los deportes, y se centró en programas de entretenimiento general que no se encuentran en las estaciones de radiodifusión, incluidas algunas series dramáticas y dibujos animados menos comunes.
Para la temporada 1985-1986, el canal contó con cuatro horas de programas originales y exclusivos. Una serie original de la temporada 1985-1986 fue la comedia Check It Out!. USA, que deseaba convertirse en el canal de cable insignia y competir directamente con las cadenas de radiodifusión, se comprometió a ofrecer 26 medias horas de programación en parte exclusiva fuera de la cadena y en parte original para la temporada 1986-1987, con un aumento de 30 millones de dólares. En un caso, el canal eligió Airwolf para 58 episodios fuera de la red, mientras encargaba 24 episodios nuevos sin el elenco original.
Una tradición en USA era una programación vespertina de retransmisiones de programas de concursos mezcladas con varias producciones originales de bajo presupuesto que se transmitieron a lo largo de los años. Esta comenzó en octubre de 1984 con repeticiones de The Gong Show y Make Me Laugh. En septiembre de 1985, la cadena comenzó a transmitir su primer programa de concursos original, una repetición del programa de concursos Jackpot de mediados de la década de 1970; En septiembre de 1986 se agregaron dos programas de concursos originales más, Love Me, Love Me Not, y una retransmisión de la breve serie de 1980 Chain Reaction. Poco después se agregaron progresivamente más programas, como The Joker's Wild, Tic-Tac-Dough, Press Your Luck, High Rollers y Hollywood Squares (con John Davidson como su "Square-Master", o presentador), junto con Wipeout, Face the Music y Name That Tune. En junio de 1987, el canal estrenó otro programa de concursos original, Bumper Stumpers (los cuatro programas de concursos originales de USA de esta época se grabaron en Canadá). Cuando comenzó, el bloque de programas de concursos duraba una hora, pero se amplió significativamente al año siguiente. En 1989, la cadena transmitía programas de concursos de lunes a viernes de 12:00 a 5:00 p. m. (hora del este). USA también transmitió repeticiones nocturnas de las telenovelas de Procter & Gamble The Edge Of Night del 5 de agosto de 1985 al 19 de enero de 1989, junto con Search For Tomorrow desde 1987 hasta el verano de 1989. En enero de 1989, USA estrenó USA Up All Night, una muestra de largometrajes de bajo presupuesto que se transmitieron como parte de su programación nocturna de fin de semana. Up All Night se convirtió en un favorito de culto entre los espectadores por los segmentos cómicos que generalmente se mostraban durante las pausas antes (y a veces, fuera) de los comerciales y entre las películas presentadas por el comediante Gilbert Gottfried y la modelo y actriz Rhonda Shear, esta última fue quien había reemplazado a la copresentadora original Caroline Schlitt en 1991. Aunque este programa se suspendió el 7 de marzo de 1998, las transmisiones de películas nocturnas en USA continuaron bajo el lema "Up All Night" hasta 2002.
Las actualizaciones breves de noticias, denominadas USA Updates, se transmitieron desde el principio, desde 1989 hasta 2000. Estos segmentos se produjeron por primera vez en KYW-TV en Filadelfia, debido al hecho de que la estación ya había producido varios servicios de noticias sindicados (incluidos el Group W Newsfeed) y Steve Bell, el ex presentador de noticias de Good Morning America, fue empleado como presentador principal en la estación. En 1993, la producción de USA Updates pasó a manos de All News Channel (operado como una empresa conjunta de CONUS Communications de Hubbard Broadcasting y Viacom); Bell había dejado KYW en 1992, cuando las operaciones de noticias de KYW se renovaron en gran medida en respuesta a la caída de los ratings. A través de la conexión del ANC, USA también transmitió durante un tiempo el programa de noticias financieras First Business (en ese entonces producido por CONUS) a las 6:30 a. m. de la mañana entre semana (la cadena había transmitido previamente actualizaciones de noticias financieras producidas por The Wall Street Journal y un informe nocturno en la década de 1980). Las actualizaciones producidas por el ANC continuaron durante el año 2000 (el ANC estaba sufriendo mucho en esta época debido a la competencia con otros canales de noticias por cable como CNN y Headline News, que entonces tenía un formato similar, y terminó cerrando en 2002); USA Network no ha transmitido ninguna programación de noticias desde que se eliminaron las actualizaciones de noticias.
USA fue el primer canal de cable básico que se adelantó al mercado de la televisión sindicada al comprar un paquete de 26 películas de la biblioteca Touchstone Pictures de Disney en octubre de 1989. Para obtener el paquete, gastó entre 50 y 60 millones de dólares, con películas que incluyen tales éxitos de taquilla como Dead Poets Society, Good Morning, Vietnam y Tres hombres y un bebé.
La tradición de las repeticiones de programas de concursos continuó en la década de 1990 con las Pyramids de $25,000 y $100,000, las retransmisiones de principios de la década de 1990 de The Joker's Wild y Tic-Tac-Dough, y otros programas bien conocidos como Scrabble, Sale of the Century, Talk About, y Caesars Challenge. Además, en junio de 1994 se agregaron dos programas de concursos originales más; estos fueron Free 4 All y Quicksilver. En septiembre de 1991, el bloqueo se redujo a tres horas, de las14.00 a las 17.00 horas (hora del este). Sin embargo, se añadió una hora adicional en marzo de 1993. En noviembre de 1994, el bloque del programa de concursos se redujo a sólo dos horas, de 2:00 a 4:00 p. m..
El 24 de septiembre de 1992, USA lanzó una cadena hermana, Sci-Fi Channel (ahora Syfy), centrada en series y películas de ciencia ficción.
En enero de 1993, el canal comenzó a transmitir WWF Monday Night Raw, que fue el primer programa semanal de WWF en USA que se transmitió frente a una audiencia en vivo. En septiembre de 1993, USA adoptó una nueva apariencia al aire centrada en el eslogan "El control remoto se detiene aquí", con gráficos planos que sugieren los símbolos de la lente de una cámara de televisión y música que consiste en guitarra eléctrica y ruidos sintetizados, aunque los abridores de la presentación de la película fueron conservados del diseño anterior.

### Propiedad de USA Networks (1994–2002)
En 1994, la empresa matriz de Paramount Pictures, Paramount Communications, se vendió a la versión original de Viacom; Al año siguiente, Seagram adquirió MCA. En abril de 1996, Viacom, que también era propietaria de MTV Networks, lanzó una nueva cadena de televisión clásica llamada TV Land. Posteriormente, MCA demandó a Viacom por incumplimiento de contrato, alegando que había violado la cláusula de no competencia en su acuerdo de empresa conjunta con MCA. Una jueza que presidió el caso se puso del lado de MCA,y posteriormente, Viacom vendió su participación en USA y el canal Sci-Fi a Seagram por 1.700 millones de dólares. A su vez, Seagram vendió una participación mayoritaria en las cadenas a Barry Diller, quien anteriormente fue director de Paramount Pictures cuando la compañía poseía parte de la cadena a principios de los años 1980 y a quien también se le atribuye haber elaborado el acuerdo de 1981 que dio lugar a la propiedad conjunta de Paramount-Time-MCA en febrero de 1998, lo que dio lugar a la creación de USA Networks, Inc.; la compañía también fusionó los canales de cable con las propiedades de televisión existentes de Diller, incluida Home Shopping Network y su unidad de transmisión Silver King Broadcasting (que fue reestructurada como USA Broadcasting y finalmente vendió sus estaciones a Univision Communications en 2001 para formar el núcleo de Telefutura/UniMás).
En julio de 1995, USA comenzó a transmitir simultáneamente el nuevo canal de noticias empresariales Bloomberg Information TV de lunes a sábado de 5:00 a 7:00 a. m. (hora del este); en 2004, la transmisión simultánea de Bloomberg se trasladó a E!, donde se transmitió hasta 2007 (USA fue en realidad la segunda cadena de televisión en transmitir simultáneamente la programación de Bloomberg, la ahora desaparecida American Independent Network también realizó una transmisión simultánea del canal a mediados de la década de 1990). Bloomberg compró tiempo al aire en USA. En octubre de 1995, la cadena abandonó todo el bloque de programas de concursos el cual fue reemplazado por un bloque llamado USA Live, que transmitía repeticiones de Love Connection y The People's Court, con segmentos presentados en vivo entre programas; ese bloque se eliminó en 1997 (algunos de los programas de concursos que se habían transmitido en USA todavía se pueden ver en GSN y Buzzr).
El 17 de junio de 1996, la cadena dio a conocer una nueva apariencia al aire, que incluía la introducción de un nuevo logotipo (que incorpora una estrella incrustada en la "U" del logotipo "USA", ahora con serifas, reemplazando el logotipo de tipografía Futura. que había estado en uso desde el inicio de la cadena bajo el nombre de USA Network en 1980) y un jingle de tres notas. Las identificaciones de red, las introducciones de presentaciones de películas y los gráficos promocionales se basaron en una mirada detrás de escena de los ficticios "USA Studios"; algunas de las identificaciones mostraban personas en la sala de control, mientras que un estudio que estaba siendo instalado por un equipo era el telón de fondo del menú "Esta noche" que mostraba el horario de la noche. Las secuencias iniciales que conducían a las transmisiones de películas mostraban a personas corriendo por la "Bóveda de películas de USA Studios". La nueva apariencia coincidió con un cambio de enfoque, más hacia repeticiones fuera de la red y programación original; Los programas de concursos y los shows judiciales se eliminaron de la programación, mientras que los dibujos animados se eliminaron gradualmente. USA Studios también se convirtió en la marca de la programación producida en USA en este momento. Este logotipo fue reemplazado en julio de 1999 por uno con el estilo de la "bandera de Estados Unidos" (cuyo diseño se modificó ligeramente en 2002).
En septiembre de 1996, USA reemplazó USA Cartoon Express con el bloque infantil orientado a la acción, USA Action Extreme Team; el canal descontinuó su bloque de animación por completo en septiembre de 1998 (aparte de transmitir la comedia de situación para adolescentes USA High y las repeticiones de Saved by the Bell: The New Class de 1997 a 2001, USA no ha transmitido programación infantil desde entonces), y lo reemplazó con un bloque llamado "USAM", que se anunciaba como "Comedia en horario estelar por la mañana". El bloque incluía principalmente comedias de situación transmitidas originalmente en cadenas de televisión que fueron canceladas antes de llegar a los 100 episodios (como The Jeff Foxworthy Show, Hearts Afire y Something So Right); sin embargo, durante un tiempo, el bloque también incluyó los episodios de 1989-1994 de la serie America's Funniest Home Videos de Bob Saget. "USAM" se suspendió en 2002; en ese momento, las únicas comedias que se transmitían en USA eran repeticiones diurnas y nocturnas de Martin y transmisiones nocturnas de Living Single, Cheers and Wings, con series dramáticas y películas que ocupaban gran parte de la programación diurna y de máxima audiencia del canal.
En 2000, USA Networks compró la empresa de medios canadiense North American Television, Inc. (una sociedad conjunta entre Canadian Broadcasting Corporation y Power Corporation of Canada), propietaria de los canales de televisión por cable Trio y Newsworld International (la CBC continuó a cargo de las responsabilidades de programación de NWI hasta 2005, cuando el eventual propietario estadounidense Vivendi vendió el canal a un grupo liderado por Al Gore, quien lo relanzó como Current TV). Una gran conmoción se produjo cuando USA perdió los derechos de transmisión del WWF ante Viacom en junio de 2000; Raw (que había sido retitulado Raw is War) se trasladó a TNN en septiembre de ese año.

### Propiedad de Vivendi (2002–2003)
En mayo de 2002, USA Networks vendió sus activos cinematográficos y televisivos no comerciales (incluidos USA Network, Sci-Fi Channel, Trio, USA Films (que fue rebautizada como Focus Features y USA Studios) a Vivendi Universal. USA y los demás canales se incorporaron al Universal Television Group de Vivendi.
En julio de 2002, el canal estrenó Monk, una comedia dramática policial procidemntal protagonizada por Tony Shalhoub como Adrian Monk, un ex inspector de policía de San Francisco que se hizo consultor que sufre de diversos comportamientos obsesivo-compulsivos que incluyen la capacidad de prestar atención a los detalles al resolver crímenes. Se convirtió en una de las primeras series de gran éxito de USA Network y duró ocho temporadas hasta que finalizó el 4 de diciembre de 2009.

### Propiedad de NBCUniversal/Comcast (2003–presente)
En 2003, General Electric acordó fusionar NBC y sus empresas hermanas con los activos de entretenimiento cinematográfico de Vivendi Universal con sede en América del Norte, incluidos Universal Pictures y el Universal Television Group en una compra multimillonaria, cambiando el nombre de la empresa fusionada a NBC Universal. GE retuvo una participación del 80% en la nueva empresa, mientras que Vivendi retuvo una participación del 20%. NBC Universal asumió oficialmente como propietaria de USA y sus canales de cable hermanos (excepto Newsworld International) en 2004. Ese año, USA estrenó la serie de ciencia ficción Los 4400.

### "Characters Welcome",  la era "blue sky"  (2005–2016)
En 2005, USA Network introdujo un nuevo logotipo y una campaña de marketing asociada, "Characters Welcome" (Personajes bienvenidos). El lema fue diseñado para ayudar a enfatizar la amplia gama de programación que ofrecía la cadena y para ayudar a USA Network a establecerse de manera más destacada como marca. El lanzamiento de la campaña contó con promociones temáticas en torno a la vida cotidiana de los personajes de los programas de la cadena. Para diferenciarse de las ofertas "más asperas" de otros canales de cable convencionales, la programación original de USA Network durante esta era estuvo marcada por un enfoque en series dramáticas y de acción cómicas "optimistas", conocidas como un enfoque de "cielo azul". Ejemplos notables de esta estrategia de programación incluyen Psych (2006), Burn Notice (2007) y Royal Pains (2009). En octubre de 2005, Raw regresó a USA después de que Viacom no renovara su acuerdo de transmisión con la WWE.
El 13 de mayo de 2007 (antes de la presentación inicial de otoño 2007-08 de NBC), NBC Universal anunció que los nuevos episodios de Law & Order: Criminal Intent se trasladaría a USA a partir de la séptima temporada del drama en el otoño de 2007; luego, los episodios se volverían a emitir más adelante en la temporada en NBC, siendo muy probable que estos ocuparan cualquier agujero de programación creado por la cancelación de una nueva serie fallida. Aunque esta no es la primera vez que una serie de TV abierta pasa al cable (USA. había adquirido los derechos de estreno de la repetición de Alfred Hitchcock presenta de la NBC en 1987, mientras que The Paper Chase se había trasladado previamente de la CBS a Showtime en 1983), sí marcó la primera vez que una serie que trasladó sus episodios de estreno de la televisión abierta a la televisión por cable continuaría transmitiendo episodios en una cadena de radiofusión mientras todavía era un programa de estreno. El 7 de diciembre de 2007, se anunció que USA Network continuaría transmitiendo episodios de estreno de Raw al menos hasta 2010.
El estreno del 1 de junio de 2008 de In Plain Sight, protagonizada por Mary McCormack, fue el estreno de una serie de mayor audiencia en USA desde el debut de Psych en 2006, con 5,3 millones de espectadores.A principios de 2009, USA Network adquirió los derechos televisivos para 24 películas recientes y futuras de Universal Pictures, incluidas Duplicity, Funny People, Frost/Nixon, Land of the Lost, Milk y State of Play.
En 2011, el control y la propiedad mayoritaria de la entonces matriz NBC Universal pasó de General Electric a Comcast. este compraría la propiedad restante de GE en NBCU dos años después.USA Network fue considerada la pieza clave de la fusión NBC-Comcast; El analista de Wunderlich Securities, Matthew Harrigan, proyectó que USA contribuyó con 9.500 millones de dólares al valor de 44.800 millones de dólares de NBCUniversal, y que NBC contribuyó sólo con 408 millones de dólares.En 2014, el canal había caído un 18% en audiencia y había perdido el primer lugar entre los principales canales de cable. USA ha sido un activo clave de NBCUniversal, que representa un tercio de los ingresos publicitarios del NBCUniversal Cable Entertainment Group y mil millones de dólares en ganancias anuales en los últimos años.
En abril de 2015, se anunció que WWE SmackDown se trasladaría a USA desde la cadena hermana Syfy.

### Fin de la era "blue sky", expansión de cobertura deportiva (2016–presente)
En abril de 2016, USA Network dio a conocer una nueva campaña de marca y un eslogan, "We the Bold". La campaña fue diseñada para reflejar el enfoque actual del canal en "historias ricas y cautivadoras sobre héroes improbables que desafían el status quo, traspasan los límites y están dispuestos a arriesgarlo todo por lo que creen". USA había descontinuado silenciosamente el lema "Characters Welcome" en el período previo al cambio de marca, cuyo cambio de programación asociado fue liderado por los estrenos de Mr. Robot y Colony. Variety informó que la nueva estrategia de programación fue diseñada para apelar a temas de "autenticidad, resiliencia, valentía e innovación". The Washington Post consideró que el cambio de marca marcaba simbólicamente el final de la era del "blue sky" de USA, ya que el canal había estado produciendo cada vez más series más "intensas" con temas más oscuros.La ejecutiva de marketing de NBCUniversal, Alexandra Shapiro, explicó que la campaña "Characters Welcome" y la programación asociada reflejaban el estado de ánimo "extrañamente optimista" del grupo demográfico clave de la cadena en ese momento. En agosto de 2016, NBCUniversal adquirió los derechos televisivos de la franquicia cinematográfica de Harry Potter desde 2018 hasta 2025, incluida la serie de películas principal, sus derivados (la primera, Animales fantásticos y dónde encontrarlos, se estrenó por cable en 2019) y otros contenidos. En cable, las películas serán transmitidas principalmente por USA Network y Syfy, y el acuerdo también incluye la capacidad de Universal Parks & Resorts de ofrecer "contenido y eventos exclusivos" relacionados con la franquicia (Universal Parks ya había estado involucrado en las atracciones The Wizarding World of Harry Potter). El acuerdo tuvo éxito con Freeform; The Wall Street Journal informó que el acuerdo estaba valorado en alrededor de 250 millones de dólares durante la duración de este, lo que lo convierte en uno de los acuerdos de franquicia cinematográfica de mayor valor.Para lanzar los nuevos derechos, Syfy y USA transmitieron maratones de Harry Potter durante el fin de semana del 13 al 15 de julio de 2018, emitiendo las ocho películas (incluidos los montajes de los directores de las primeras seis) con una interrupción comercial limitada.
En medio del crecimiento de los servicios de streaming (incluido el recién lanzado Peacock de NBCUniversal) y el declive de la televisión por cable tradicional, USA Network comenzó a recortar la programación con guion, en favor de reality shows, eventos televisivos (incluidas miniseries con guion) y programación en vivo: Este último incluye programas de la WWE y eventos deportivos. En 2020, la cadena canceló Dare Me, The Purge, The Sinner y Treadstone. Con el anuncio de que NBCSN cerraría el 31 de diciembre de 2021, posteriormente se reveló que USA y Peacock asumirían colectivamente sus transmisiones deportivas restantes.